# Трубаштво
Трубаштво је свирачка пракса која се именује по водећем инструменту ансамбала препознатом као труба. Звук здружених лимених дувачких инструмената један је од савремених културних симбола Србије, због чега је 2020. године, на предлог Музиколошког института Српске академије наука и уметности уписано на листу Нематеријалног културног наслеђа Србије.

## Појам "трубаштво"
Реч "трубаштво" до сада није забележена у речницима, али је сасвим правилно изведена из речи "трубач". Зато се може назвати неологизмом и очекивати да буде забележена у неком од будућих речника.

## Историја трубаштва у Србији
Трубаштво у српском народу нема дубоки корен као вокална музичка традиција. Чињеница је да је постало популарно захваљујући музичком фестивалу Драгачевски сабор у Гучи, одакле се та популарност веома брзо проширила широм Србије, посебно у крајевима западне, источне и јужне Србије. Први Фестивал одржан је 16. октобра 1961. испред цркве у Гучи. На њему је учествовало четири оркестра. Осмислио га је дугогодишњи новинар "Дуге" Благоје Блажа Радивојевић, а подржали многи музички прегаоци. Посебан допринос у осмишљавању ове приредбе дао је писац Бранко В. Радичевић, који је фестивалу и дао име Велики народни сабор "Са Овчара и Каблара".
Труба је у Србији први пут ушла у ширу употребу 1831. године, када је књаз Милош Обреновић наредио да се у Крагујевцу оформи Књажеско србска банда, а да тај први блех оркестар предводи композитор Јосиф Шлезингер (1794-1870), у то време први музички писмен стручњак у Србији. Одмах по доласку у Крагујевац, Шлезингер се прихватио организовања оркестра. Како није имао довољно оспособљених свирача, од књаза је тражио да се попуни момцима из народа који имају смисла и воље за тај посао. Књаз Милош је одмах издао наредбу да свака нахија пошаље по пет младића. 
Средином 19. века јачају у народу страни музички културни утицаји који се почетком савременог доба виде у народној музици Драгачева, испољивши се нарочито у развоју трубаштва и у вишегласју хомофоног стила, односно у певању на бас. Први народни оркестри појављују се пред Први светски рат. Са првим оркестрима стасавали су и музичари, па су се бројно увећавали њихови чланови. Од четири до пет свирача на почетку, савремени оркестри уобичајено имају до десет извођача.

## Трубачки стилови
По питању стила у Србији су се јасно издиференцирала три региона, као три позната центра са најбољим трубачима. Стручњаци наводе да у нас постоје три подручја – околина Лесковца и Врања, затим део око Бољевца и Зајечара, те Чачка и Ужица:
- У западној Србији (околина Чачка и ужица) извођење полетних кола се одликује особеним повременим паузирањем водећих труба, док пратња басова преузима њихову главну мелодију, апострофирајући основне хармоније. Преовладава уједначени парни ритам у такту две четвртине, или чувена „двојка”.
- У јужној Србији (околинаЛесковца и Врања) су кола обично оријентално обојена. Јужњаци своје чочеке почињу уздржано па настављају све живље у ритму седам или девет осмина, односно делова такта. Тај темперамент додатно подстиче бубњар, тако што десном руком којом држи дебљу палицу (чукану) у комбинацији са тањим прутићем у левој руци (којим удара по ободу бубња), наглашава основу чочека.
- У источној Србији (околина Бољевца и Зајечара) велики број старинских кола (Батрна, Стара Влајна, Тимочка руменка, Сврљишки ласкавац) чува генетске црте влашког и српског орског играња.[5] Игре из источне Србије углавном су моторичне, што је одлика влашког мелоса.[6]

## Трубачки ансамбли у Србији
Звук здружених лимених дувачких инструмената један је од савремених културних симбола Србије. Ова свирачка пракса обично се именује по водећем инструменту ансамбала препознатом као „труба”, иако се на тој позицији најчешће налази флигелхорна или флигорна (нем. Flügelhorn – крилни рог), а ансамбле чине и други лимени дувачки инструменти (тенор и баритон хорне, као и туба). У неким крајевима Србије у састав оваквих ансамбала улази и саксофон, или дрвени дувачки инструменти какав је кларинет. Такви примери срећу се у ромским срединама на југу, односно у влашким на истоку земље. Уз дувачке бавезно су присутни и ударачки инструменти и то велики бубањ, често са чинелом и евентуално добош. Оркестри су састављени од 5, 6 до 10, често и 12 музичара.
Певање уз пратњу трубача постаје данас све популарније. Песме се најчешће заснивају на кратким двотактним мотивима и мелодијама, обично дводелне структуре, од 4 – 5 тонова, док су влашке мелодије распеваније, уз повремено измењивање лаганог дела са обично бржим рефреном. Као што су то били први народни трубачи Милошевог доба, и савремени су углавном самоуки музичари и слухисти, који свирају обиман репертоар песама и игара напамет и по слуху.